# Wetenschapper

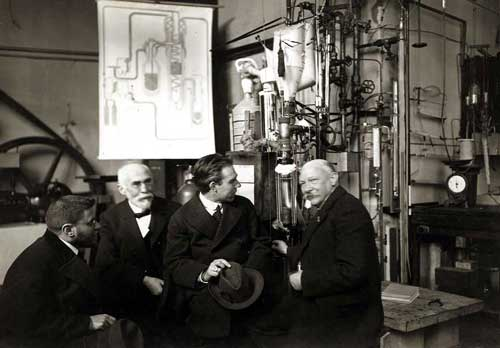
Paul Ehrenfest, Hendrik Lorentz, Niels Bohr en Heike Kamerlingh Onnes in het Cryogeen Laboratorium in Leiden in 1919

Een wetenschapper (germanisme, afgeleid van het Duitse Wissenschafter, in de Nederlandse wetenschap spreekt men liever van onderzoeker) of geleerde is veelal iemand die gestudeerd heeft aan een universiteit of andere instelling voor hoger wetenschappelijk onderwijs en beroepshalve wetenschappelijke arbeid verricht.

In het werk van de wetenschapper kan men vanouds een onderscheid maken tussen wetenschappelijk onderwijs en wetenschappelijk onderzoek. Daarnaast zijn veel wetenschappers werkzaam als adviseur of betrokken bij productontwikkeling. Wetenschappelijk werk wordt meestal gefinancierd door overheden of het bedrijfsleven. Wetenschapsbeoefening als beroep is pas in de loop van de 19e eeuw ontstaan, toen wetenschap steeds meer een georganiseerde activiteit werd en het belang van Wetenschap en techniek voor de industrie en andere sectoren van de samenleving groter werd. Sinds 1945 zijn beide tendensen in een stroomversnelling terechtgekomen. 

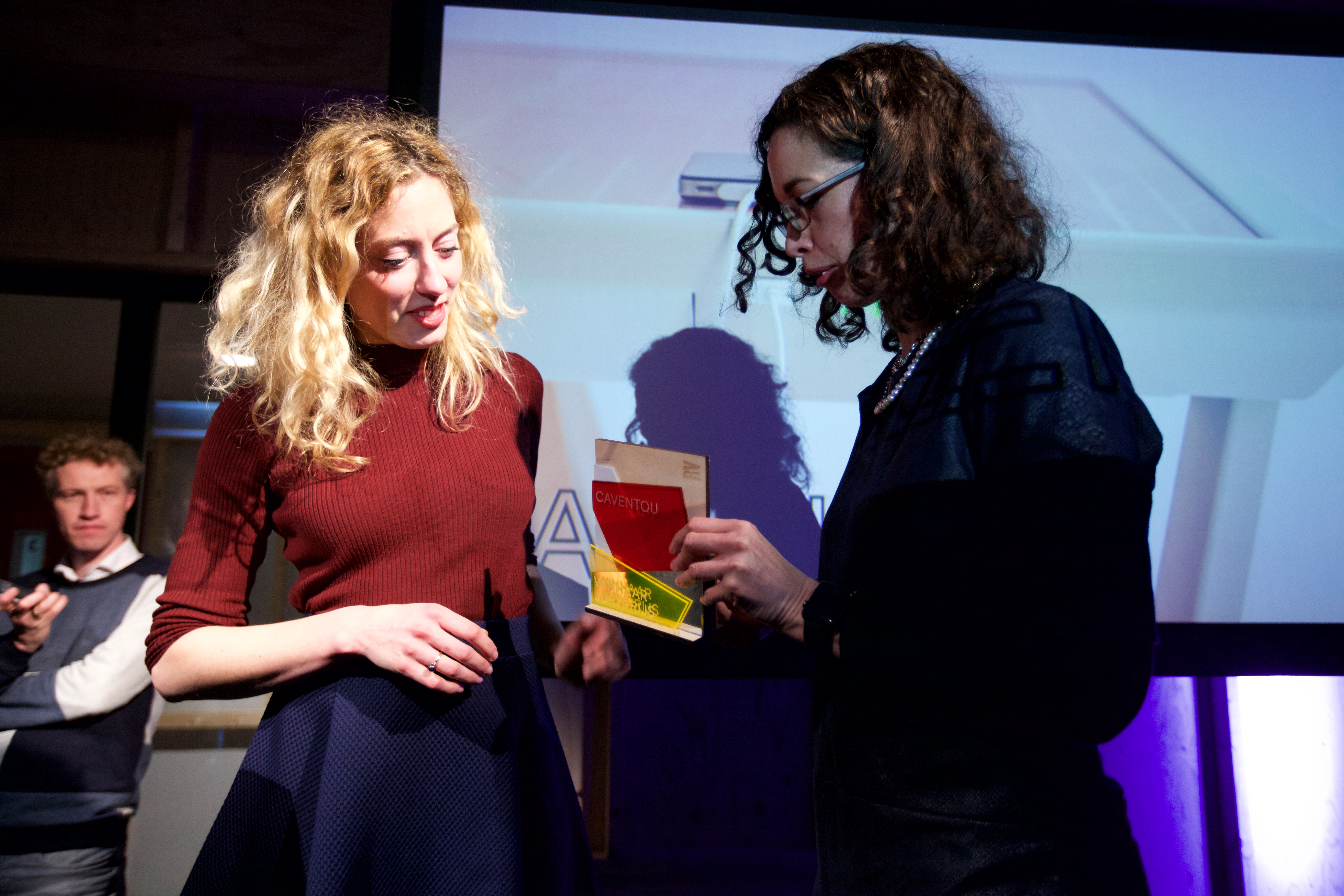
Vanessa Evers (rechts) als jurylid bij de uitreiking van de prijs voor de Radicale Vernieuwing 2015, in 2016

## Algemeen
De wetenschapper wordt in woordenboeken beschreven als:
- iemand die een bepaalde tak van wetenschap beoefent[2]
- man van de wetenschap[3]
- beoefenaar van de wetenschap[4]

"Wetenschapper" is een barbarisme van het Duitse Wissenschafter, dat niet gebruikt wordt in de universitaire gemeenschap. Het begrip wetenschapper is in het Nederlands pas sinds de jaren zestig in gebruik. Voordien sprak men van wetenschapsman, wetenschapsvrouw, wetenschapsmens, wetenschapsbeoefenaar en "wetenschappelijke ambtenaar". Ook sprak men van wetenschapslui of wetenschapslieden, maar dit wordt tegenwoordig als denigrerend aangevoeld. Andere gebruikelijke omschrijvingen zijn onderzoeker, wetenschappelijk onderzoeker, geleerde, naast de vanzelfsprekende functienaam hoogleraar en titels als "professor", "doctor" en "doctorandus". Beoefenaren van wetenschap spreken zelf meestal niet van "wetenschappers".

### Activiteiten
Wetenschap is een activiteit; zij houdt zich volgens Bergsma (2004) bezig met meten, registreren, waarnemen, en experimenteren, ordenen en interpreteren, begripsvorming en verwoording, afleiding en voorspellen, hypothesevorming en -toetsing, evaluatie en planning. Verder zijn publicatie en presentatie van resultaten essentieel naast de zogenaamde valorisatie, het zoeken naar en benutten van de economische en andere maatschappelijke waarde van wetenschap. Wetenschap in deze zin heet ook wetenschapsbeoefening.
Volgens Abraham Maslow hangen de activiteiten van wetenschappers samen met de functies van wetenschap. Hij onderscheidt de volgende functies:
1. problemen en vragen stellen, ideeën en hypothesen ontwikkelen;
2. verzamelen van data bijvoorbeeld door te experimenteren en te toetsen;
3. theoretiseren, gegevens structureren en logisch te ordenen; zoeken naar generalisaties en reflecties hierop;
4. bestaande kennis te verzamelen, ordenen en duiden;
5. instrumenten, methoden en technieken ontwikkelen;
6. vorm geven aan uitvoering en organisatie van onderzoek;
7. publiceren van onderzoeksgegevens;
8. opleiden van nieuwe onderzoekers en uitwisseling van kennis;
9. toepassen van wetenschappelijk kennis voor menselijk gebruik, dit stimuleren en op reflecteren;
10. het waarderen en genieten van kennis.

Deze vele functies noodzaken vaak een arbeidsverdeling, want weinig individuen zouden al deze vaardigheden in zich kunnen verenigen.

## Geschiedenis
Vanaf de opkomst van de eerste beschaving is er altijd een rol weggelegd geweest voor geleerden. Het gespecialiseerde beroep van wetenschapper is echter pas in de 19e eeuw ontstaan.

### Eerste beschavingen
Astronomie werd reeds beoefend in het oude Babylon door priesters van de profeet Zoroaster. Recent onderzoek van Babylonische geschriften laat zien dat hun waarnemingen en berekeningen bijzonder nauwkeurig waren. Ook de Egyptenaren hechtten grote waarde aan astronomische waarnemingen.

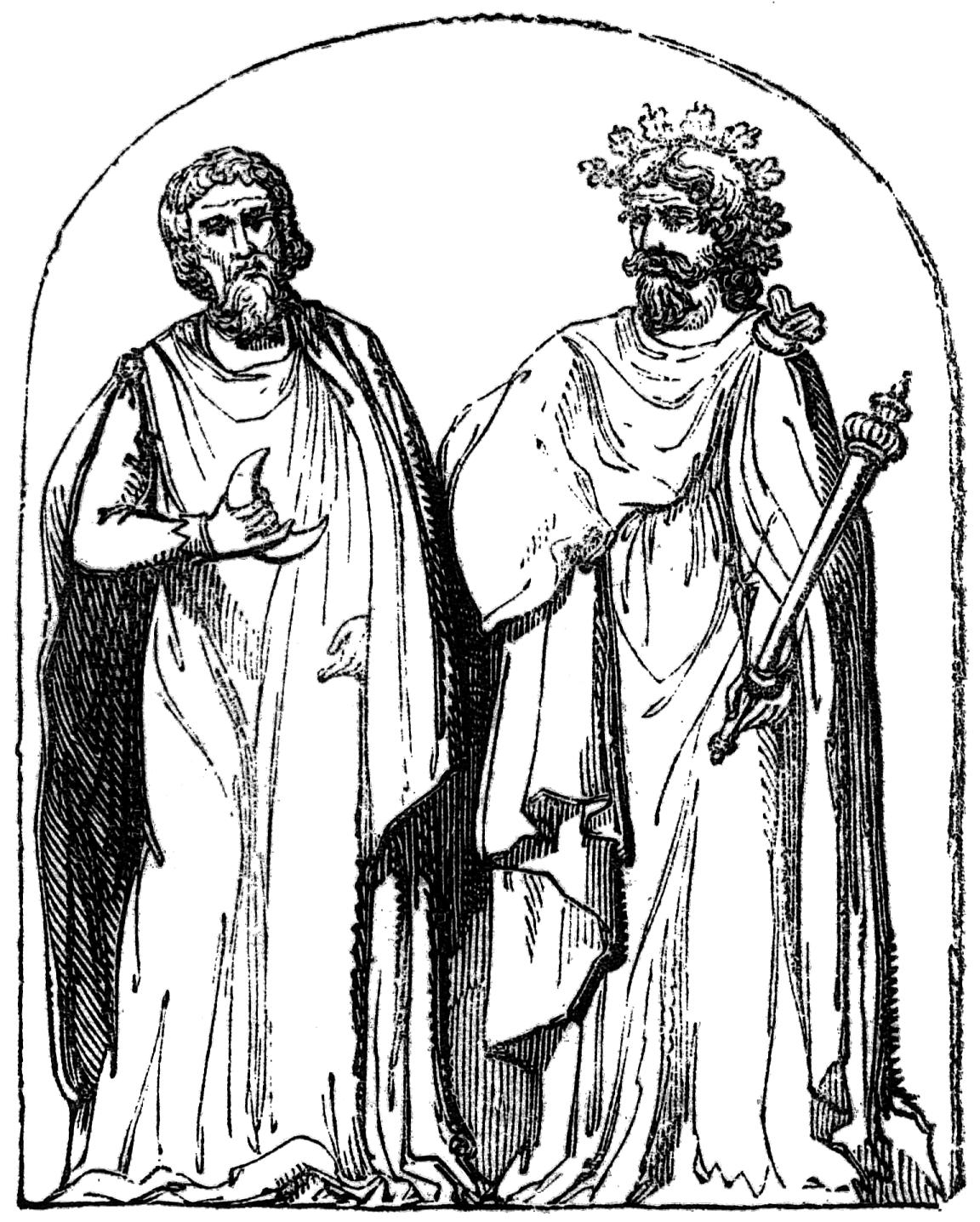
Twee druïden

De oude Keltische beschaving in Europa kende een priesterstand van druïdes, die in een groot deel van West-Europa ten noorden van de Alpen en op de Britse Eilanden bestond. Pas eerst door de Romeinse overheid, en later door het christendom werd ze verdrongen. De praktijken van druïden maakten deel uit van de cultuur van alle Keltische en Gallische volksstammen. In de druïden verenigden zich de taken van priester, bemiddelaar, arts, wetenschapper en rechter. Het is de vraag of men bij druïden van wetenschap kan spreken.

### Antieke oudheid

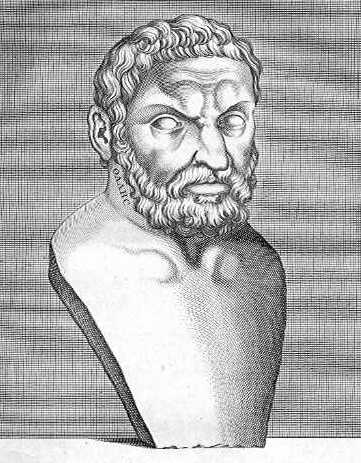
Thales van Milete

Sinds de zevende eeuw v.Chr. kwamen er zowel in de Westerse wereld, bijvoorbeeld Thales van Milete en Pythagoras, als in die van het oosten, bijvoorbeeld Gautama Boeddha en Confucius de eerste filosofen op. Alleen bij Thales en Pythagoras kan men spreken van wetenschap.
In de Analytica Posteriora' (Latijnse vertaling) beschrijft Aristoteles (384-322 v.Chr.) voor het eerst een theorie van het leveren van een bewijs, in het kader van kennisverwerving en wetenschapsbeoefening. Voor een bewijs dient men uit te gaan van een beginselen die door onderzoek van de ervaring kunnen worden opgespoord. Uit de werkelijkheid die zich aan ons voordoet kan door inductie en abstractie het algemene en principiële worden opgespoord.

### Middeleeuwen

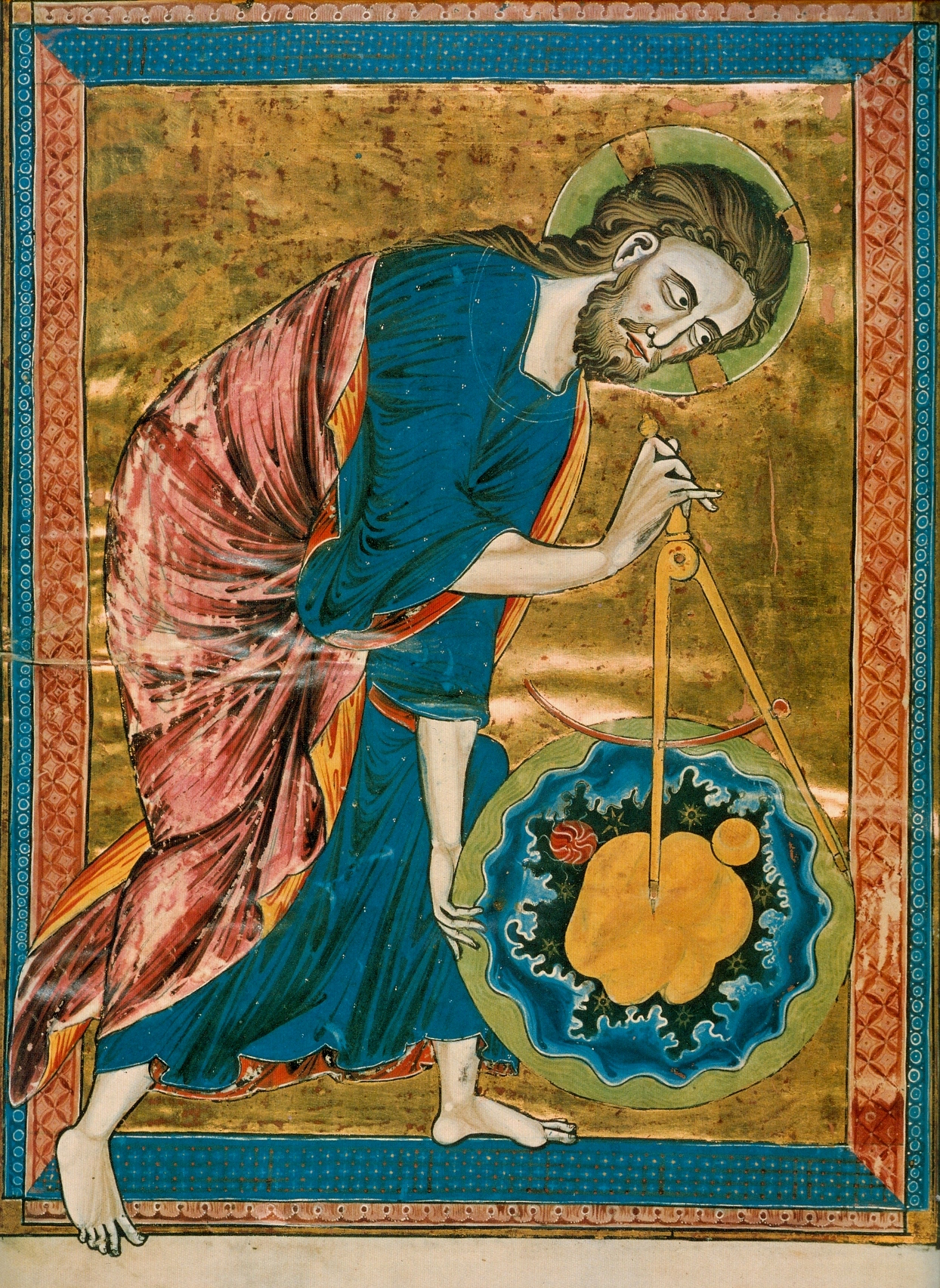
Middeleeuws astronoom

Wetenschap, en vooral meetkunde en astronomie, was voor de meeste middeleeuwse geleerden rechtstreeks verbonden met het goddelijke en dus met theologie. Omdat God de wereld had geschapen naar meetkundige en harmonische beginselen betekende het onderzoek hiernaar tevens zoeken en aanbidden van God. Met de wetenschap in de Middeleeuwen wordt de wetenschap bedoeld in de traditionele middenperiode in de schematische indeling van de Europese geschiedenis.
Met de opkomst van de eerste middeleeuwse universiteiten in Europese ontstond aan de universiteiten het beroep van geleerde. Deze eerste universiteiten werden opgericht naar voorbeeld van die van Córdoba, in 1088 in Italië in Bologna, en in Frankrijk in Montpellier voor de studie van rechten, medicijnen en theologie. In 1409 werd de universiteit van Aix-en-Provence gesticht door Lodewijk II van Anjou. Al snel werden er universiteiten opgericht in Engeland en Midden- en Oost-Europa. Later volgde ook Scandinavië.

### Nieuwe tijd

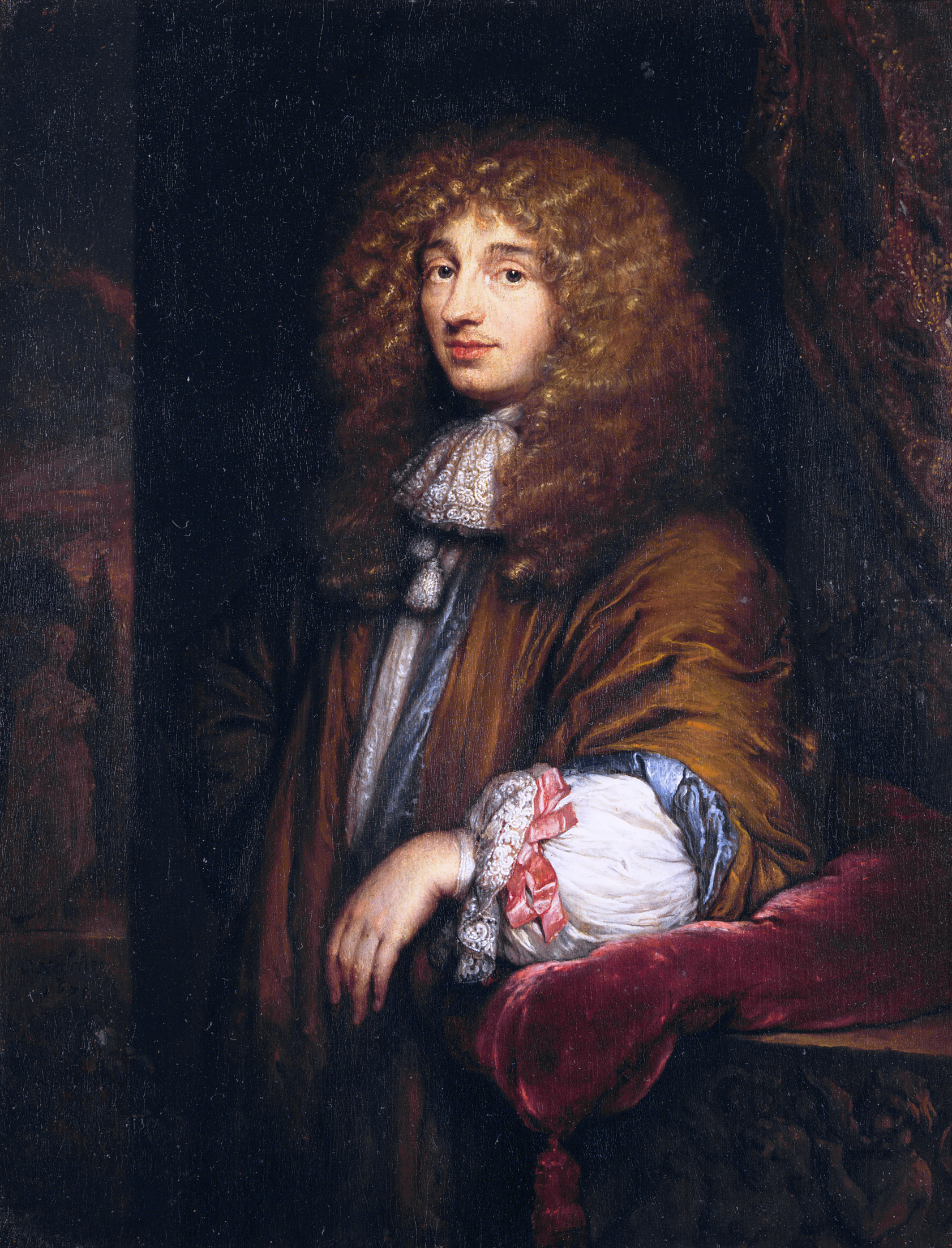
Christiaan Huygens door Caspar Netscher 1671. Hij was zowel betaald als zelfstandig onderzoeker.

In de 17e eeuw heeft het centrum van wetenschapsbeoefening zich van Italië naar Noord-Europa verplaatst.
Het Engelse begrip "scientist" schijnt door William Whewell bedacht te zijn 1833. Hiervoor noemde men wetenschappers natuurfilosofen of "men of science".
Onder de Wetenschappelijke revolutie worden volgens Schneiders (1992) meestal alleen de nieuwe inzichten, vruchten van de nieuwe wetenschapsbeoefening verstaan. In werkelijkheid bestond deze tevens uit de doelbewuste organisatie van de wetenschapsbeoefening (genootschappen zoals de Royal Society), een nieuwe methodiek (Descartes), een nieuw instrumentarium (bijvoorbeeld lenzen voor microscopen en telescopen) en ten slotte de nieuwe vorm van wetenschappelijke communicatie door middel van het tijdschrift.

### Huidige tijd
Vroegere eeuwen kenden wel geleerden, die wetenschap bedreven uit pure kennisdrang en als vrijetijdsbesteding. Slechts een aantal amateurs, te onderscheiden van geleerden, beoefenden soms wetenschap met praktische oogmerken. Voor beide groepen was wetenschap geen bron van inkomsten. Pas in de loop van de 19e eeuw werd de praktische gerichtheid belangrijker en kreeg de wetenschapsbeoefening een beroepsmatiger karakter.

## Soorten wetenschappers
De beroepsgroep van wetenschappers is heel divers. Vele wetenschappers werken voor een specifieke organisatie. Het aantal soorten wetenschappers kan worden onderverdeeld volgens verschillende criteria, bijvoorbeeld: discipline/specialisatie, functie of arbeidsplaats en type organisatie.

### Naar specialisatie
Er zijn vele soorten gespecialiseerde wetenschappers, die benoemd worden naar het specifieke veld van hun expertise, maar vaak ook naar de specifieke leerstoel, waarbij zij betrokken zijn. De indeling is net zo complex als de indeling van de wetenschap zelf.
Een typische Nederlandse indeling is van de wetenschappen is de indeling in alfa-, bèta- en gammawetenschappen. Tot de alfawetenschappers rekent men bijvoorbeeld de filosofen, geschiedkundigen of historici, taalkundigen, en theologen of godgeleerden. Tot de bètawetenschappers rekent men astronomen of sterrenkundigen, biologen, geologen of bodemkundigen, natuurkundigen of fysici, scheikundigen of chemici en wiskundigen of mathematici. En tot de gammawetenschappen rekent men antropologen, economen, geografen of aardrijkskundigen, psychologen en sociologen.
Een andere indeling is in natuurwetenschappers, sociale wetenschappers, geesteswetenschappers, enzovoorts. Binnen de natuurwetenschappers kun je onderscheid maken in bijvoorbeeld astronomen, biologen, ecologen, natuurkundigen, scheikundigen. Binnen alle vakdisciplines heb je weer allerlei specialismen. Het wetenschappelijke bibliotheek-wezen hanteert verder als indeling van wetenschapsgebieden de Nederlandse Basisclassificatie, waarmee tevens overeenkomstige soorten wetenschappers zijn te onderscheiden.

### Naar functie en arbeidsplaats
Het beroep van wetenschapper kent verschillende functies:
- Assistent in opleiding (aio), onderzoeker in opleiding (oio) of promovendus
- Postdoc of fellow in een onderzoeksinstituut
- Wetenschappelijk medewerker of docent
- Hoofddocent
- Groepsleider, onderzoeksleider en senior onderzoeker
- Hoogleraar

### Naar type organisatie
Meer soorten organisaties zijn betrokken bij de wetenschapsontwikkeling
- De universiteiten en academische ziekenhuizen
- De onderzoeksschool of het onderzoeksinstituut
- De adviescommissie
- Het academieverband als de KNAW
- De overheidsdiensten en -laboratoria
- De industriële onderzoeksinstanties
- De onderzoeksfinanciers, zoals NWO

## Organisatie wetenschappers
Vrijwel alle wetenschappers volgen hun opleiding aan een universitaire instelling. Daar maken zij kennis met de stand van zaken in hun vakgebied, leren ze wat wetenschap onderscheidt van andere vormen van kennis en krijgen zij training in het verrichten van onderzoek. Academische vrijheid wordt als een belangrijke norm gezien, het beginsel dat docenten en onderzoekers aan een universiteit een zeer grote vrijheid genieten om onderzoek te verrichten en om hun mening daarover te uiten.

### Wetenschappelijk onderwijs en onderzoek
Wetenschappelijk onderwijs en onderzoek zijn in onze regio binnen het Hoger onderwijs sterk met elkaar verbonden, hoewel dit per land en universiteit en hogeschool zeer kan verschillen. Het meeste wetenschappelijk onderzoek aan universiteiten wordt uitgevoerd door promovendi en postdocs met een tijdelijke aanstelling. Ook verzorgen zij een deel van het onderwijs aan universiteiten.
Als eindpunt van de wetenschappelijke opleiding wordt de promotie gezien: het behalen van de academische graad van doctor door het schrijven en publiekelijk verdedigen van een proefschrift, al dan niet met stellingen, onder supervisie van een hoogleraar die als promotor optreedt. Degene die gaat promoveren wordt in Nederland een promovendus en in Vlaanderen een doctorandus genoemd. Naast een of meer promotoren is er vaak een copromotor die de dagelijkse begeleiding van het onderzoek verzorgt. Vaak is er een commissie van hoogleraren die het proefschrift beoordeelt. De titel doctor is net als de andere academische titels beschermd. Meestal wordt de afgekorte titel voor de naam gevoerd. Bij wet is voorgeschreven bij welke opleiding welke titels behoren.

### Organisatie en communicatie
Traditioneel zijn wetenschappers georganiseerd in genootschappen en beroepsverenigingen. Recent zijn er speciale vakbonden opgericht.
Een wetenschappelijk genootschap is een organisatie die als doel heeft de wetenschappelijke belangen van de leden te bevorderen. Een nevendoel kan zijn om een wetenschappelijke discipline te promoten en de kennis erover te verspreiden en populariseren. Voorbeelden in Nederland zijn de Nederlandse Natuurkundige Vereniging en het Wiskundig Genootschap.
Beroepsverenigingen zijn er voor vrijwel alle disciplines.
De Vakbond voor de wetenschap (VAWO) is een van de vakorganisaties voor personeel van Nederlandse universiteiten, onderzoeksinstellingen en universitair medische centra. De VAWO werd in 1963 opgericht door wetenschappelijk medewerkers die meer zeggenschap wilden over het wetenschappelijk proces en hun eigen werksituatie. Toen en nu wordt het leeuwendeel van het wetenschappelijk onderzoek en steeds meer onderwijs verricht door promovendi en postdocs, mensen met een tijdelijke aanstelling die weinig invloed kunnen uitoefenen op het beleid van de instelling waarvoor zij werken en op hun eigen positie. Verbetering van het perspectief voor deze grote groep werknemers is voor de VAWO een prioriteit.
De organisatie van wetenschap vindt behalve via de onderzoeksinstellingen plaats via communicatie, waarin wetenschappelijk werk gepresenteerd en via Collegiale toetsing beoordeeld wordt.
Communicatie vindt vooral plaats via symposia en wetenschappelijk tijdschriften of andere wetenschappelijke literatuur zoals handboeken. Onlinetijdschriften zijn daarbij steeds belangrijker. Handboeken en overzichtswerken bundelen bestaande kennis, terwijl tijdschriften en symposia meestal over nieuw, origineel empirisch en theoretisch werk rapporteren. Deze teksten samen noemt men "de literatuur".

## Lijsten van wetenschappers
De Nederlandstalige Wikipedia biedt verder de volgende lijsten van wetenschappers:
- Lijst van aardwetenschappers
- Lijst van archeologen
- Lijst van astronomen
- Lijst van biologen
- Lijst van auteursaanduidingen in de botanische nomenclatuur
- Lijst van economen
- Lijst van filosofen
- Lijst van geschiedkundigen
- Lijst van Indonesiëkundigen
- Lijst van informatici
- Lijst van logici
- Lijst van meteorologen
- Lijst van methodologen
- Lijst van natuurkundigen
- Lijst van psychologen
- Lijst van scheikundigen
- Lijst van surinamisten
- Lijst van systeemdenkers
- Lijst van theologen
- Lijst van wetenschapshistorici
- Lijst van wiskundigen
- Lijst van zoölogen